# Đoàn Thanh niên Cộng hòa Belarus
Đoàn Thanh niên Cộng hòa Belarus (tiếng Belarus: Беларускі рэспубліканскі саюз моладзі (БРСМ), tiếng Nga: Белорусский республиканский союз молодежи (БРСМ), (BRSM)) là một tổ chức chính trị thanh niên của Belarus. Mục đích của nó là truyền bá lòng yêu nước và trau dồi giá trị đạo đức cho thanh thiếu niên Belarus, qua các hoạt động như cắm trại, thể thạo, và tham quan di tích. Tổ chức này được hợp nhất từ các đoàn thể thanh niên khác năm 2002 và tiếp nối Đoàn Thanh niên Cộng sản Lenin của Byelorussian SSR. BRSM là tổ chức thanh niên lớn nhất tại Belarus và được ủng hộ bởi chính phủ Belarus. Một số người cáo buộc tổ chức cưỡng ép và hứa suông để kết nạp thành viên mới, và là công cụ tuyên truyền cho chính quyền Alexander Lukashenko.

## Thành lập
Đoàn Thanh niên Cộng hòa Belarus được thành lập ngày 6 tháng 9 năm 2002, hợp nhất hai tổ chức thanh niên của Belarus lúc bấy giờ là Đoàn Thanh niên Belarus và Đoàn Thanh niên Yêu nước Belarus. Đoàn Thanh niên Yêu nước Belarus được coi là tổ chức nối tiếp Đoàn Thanh niên Cộng sản Lenin của Belarus (nhánh của Komsomol tại Byelorussian SSR), và Đoàn Thanh niên Yêu nước Belarus được lập bởi tổng thống Belarus Alexander Lukashenko năm 1997. Lukashenko ra sắc lệnh thành lập và hỗ trợ BRSM, chủ yếu từ bộ giáo dục và chính quyền tổng thống. Tổng thống Lukashenko phát biểu năm 2003 rằng quốc gia này cần BRSM trong đời sống người dân Belarus:
Thanh thiếu niên — trụ cột chính của chúng ta — nằm ở trung tâm của kế hoạch và mục tiêu của chúng ta. Chúng ta còn chưa dùng hết sức mạnh tiềm ẩn của họ. Chúng ta thường "phủi tay" những sáng kiến lớp trẻ. Nhiều quản lý tránh tiếp xúc với người trẻ, họ sợ những câu hỏi sắc bén. Họ không thể thu hút thanh niên vào những hoạt động công cộng hữu ích. Đây là điều chúng ta cần cải thiện. Nó sẽ giúp tránh một số hiện tượng tiêu cực trong môi trường thanh thiếu niên. Hoàn cảnh này yêu cầu một vai trò lớn hơn cho Đoàn Thanh niên Cộng hòa Belarus. Nó cần thể hiện khả năng của mình như một tổ chức, lãnh đạo của phong trào thanh niên toàn quốc.

## Tổ chức
Trụ sở chính của BRSM đặt tại Minsk, thủ đô của Belarus. Mỗi vùng của Belarus—Minsk, Brest, Vitsebsk, Homiel, Grodno và Mogilev—có chi nhánh BRSM riêng. Đoàn Thanh niên Cộng hòa Belarus ước tính có 6803 chi nhánh trong nước này.
Lãnh đạo của Đoàn được kiểm soát bởi ủy ban trung ương, đứng đầu là bí thư thứ nhất trung ương. Leonid Kovalev được bầu làm Bí thư thứ nhất năm 2006. Dưới bí thư thứ nhất là bí thư thứ hai của ban chấp hành trung ương, chủ tịch ủy ban điều tra trung ương, và ba bí thư khác. Những người này thường được gọi chung là ban bí thư của BRSM.